# Dependències de la Corona
Les Dependències de la Corona són possessions de la Corona britànica en dret del Regne Unit, que es distingeixen dels territoris d'ultramar o les colònies del Regne Unit. Les Dependències de la Corona són les illes del Canal de Jersey i Guernsey, i Man al mar irlandès. Com a jurisdiccions administrades de manera independent, no formen part del Regne Unit. Totes tres són membres del Consell Britanicoirlandès. Des del 2005, cadascuna de les Dependències de la Corona té un ministre en cap que n'és el cap de govern. Tanmateix, com a possessions de la Corona, no són Estats sobirans de dret, i tot que la potestat legislativa recau en llurs assemblees legislatives pròpies, han de tenir el consentiment de la Corona, i els residents tenen la nacionalitat britànica.